# Frank Sitter
Frank Sitter (* 27. Juni 1968 in Bergisch Gladbach) ist Fernsehmoderator im deutschen Fernsehen.

Frank Sitter

 Sitter hat 1996 an der Universität Paderborn zum Diplom-Chemiker abgeschlossen und startete im selben Jahr beim Wetterkanal in Düsseldorf. Dann folgten der WDR und RTL. 2001 moderierte er das ZDF-Wissenschaftsmagazin „Abenteuer Wissen“ anderthalb Jahre. Heute ist er in der WDR-Sendung „daheim & unterwegs“ zu sehen. Ferner betreibt er auch Schauspielerei: 2005 in „Charleys Tante“, in „Das Wirtshaus im Spessart“ sowie in der Theaterversion von „Ein verrücktes Paar“, die im Sommer 2005 durch verschiedene Städte Deutschlands tourte. Seit März 2007 führt Sitter durch das Sat.1-Magazin „17:30 live“. Seit September 2015 ist er mit seiner Live-Wissensshow „Viagra hält Blumen frisch – sinniger Unsinn aus der Wissenschaft“ in Deutschland auf Tournee.